# Pierre Brasseur
Pierre Brasseur (Párizs, 1905. december 22. – Bruneck, 1972. augusztus 14.) francia színész.

## Életpályája
Már diákévei alatt amatőr társulatot szervezett és előadásokat tartott, majd színi tanulmányokat folytatott mint Harry Bauer növendéke és a konzervatórium hallgatója. 1919-től szerepelt színpadokon, 1925-től filmezett. 1945 után Jean-Louis Barrault társulatához szerződött.

## Munkássága
Kiváló jellemszínész volt. Alakításai mélyen átéltek; sok színnel, egyéni vonással gazdagította szerepeit, az ábrázolt figurákat kellő lélektani megfigyeléssel, hitelesen jelenítette meg. Legemlékezetesebb szerepei: A szerelmek városában (1945) a művészetnek és a szerelemnek élő színész, az Isten után az első című filmben (1951) az állásfoglalás szükségességére ráébredő kapitány és az Orgonás negyedben (1957) a lompos csavargó. 1960-ban készült a Szemek arc nélkül című film, ahol fiával együtt szerepelt.

## Magánélete
1935–1945 között Odette Joyeux (1914–2000) francia színésznő volt a felesége. Egy fiuk született: Claude Brasseur (1936-) francia színész.

## Filmjei
- Tűz (Feu!) (1928)
- Barátom, Viktor (Mon ami Victor) (1930)
- A papa tudtán kívül (Papa sans le savoir) (1932)
- Quick (1932)
- Szőke álom (Un rêve blond) (1932)
- Az FP 1 nem felel (I.F.1 ne répond plus) (1933)
- Én és a császárnő (Moi et l'impératrice) (1933)
- Örök keringő (Valse éternelle) (1936)
- Ködös utak (1938)
- Café de Paris (1938)
- Verdi (1938)
- Alkonyat (1939)
- Claudine (1940)
- Hatodik emelet (1940)
- Adieu, Leonard (1943)
- A nyár fényei (1943)
- Szerelmek városa I.-II. (1945)
- Az éjszaka kapui (1946)
- Rocambole (1948)
- A fehér éjszaka (1948)
- Kean (1949)
- Veronai szeretők (1949)
- Souvenirs perdus (1950)
- Isten után az első (1951)
- Az élet örömei (1952)
- A vörös függöny (Le rideau rouge) (1952)
- Raspoutine (1954)
- Napóleon (1955)
- Az orgonás negyed (1957)
- Család nélkül (1958)
- A nagy családok (1958)
- A törvény (1959)
- Fejjel a falnak (1959)
- Szemek arc nélkül (1960)
- A szép Antonio (1960)
- Candide, avagy a XX. század optimizmusa (1960)
- Híres szerelmek (1961)
- Emile hajója (1962)
- Az igazságszolgáltatás nevében (1962)
- A jó ügyek (1963)
- Többgyermekes agglegény (1964)
- Élet a kastélyban (1966)
- Szívkirály (1966)
- A négyes labor őrültjei (1967)
- Fortuna (1967)
- Modern Monte Cristo (1968)
- Goto, a szerelem szigete (1968)
- Egy válás meglepetései (1971)